# Avatar (film fra 1916)
 For alternative betydninger, se Avatar (flertydig). (Se også artikler, som begynder med Avatar)
Avatar er en italiensk stumfilm fra 1916 af Carmine Gallone.

## Medvirkende
- Soava Gallone
- Andrea Habay
- Augusto Mastripietri
- Amleto Novelli